# Polystichum crinigerum
Polystichum crinigerum là một loài thực vật có mạch trong họ Dryopteridaceae. Loài này được (C. Chr.) Ching miêu tả khoa học đầu tiên năm 1938.